# Kreuzung mit kontinuierlichem Verkehrsfluss

Skizze und Ampelschaltung

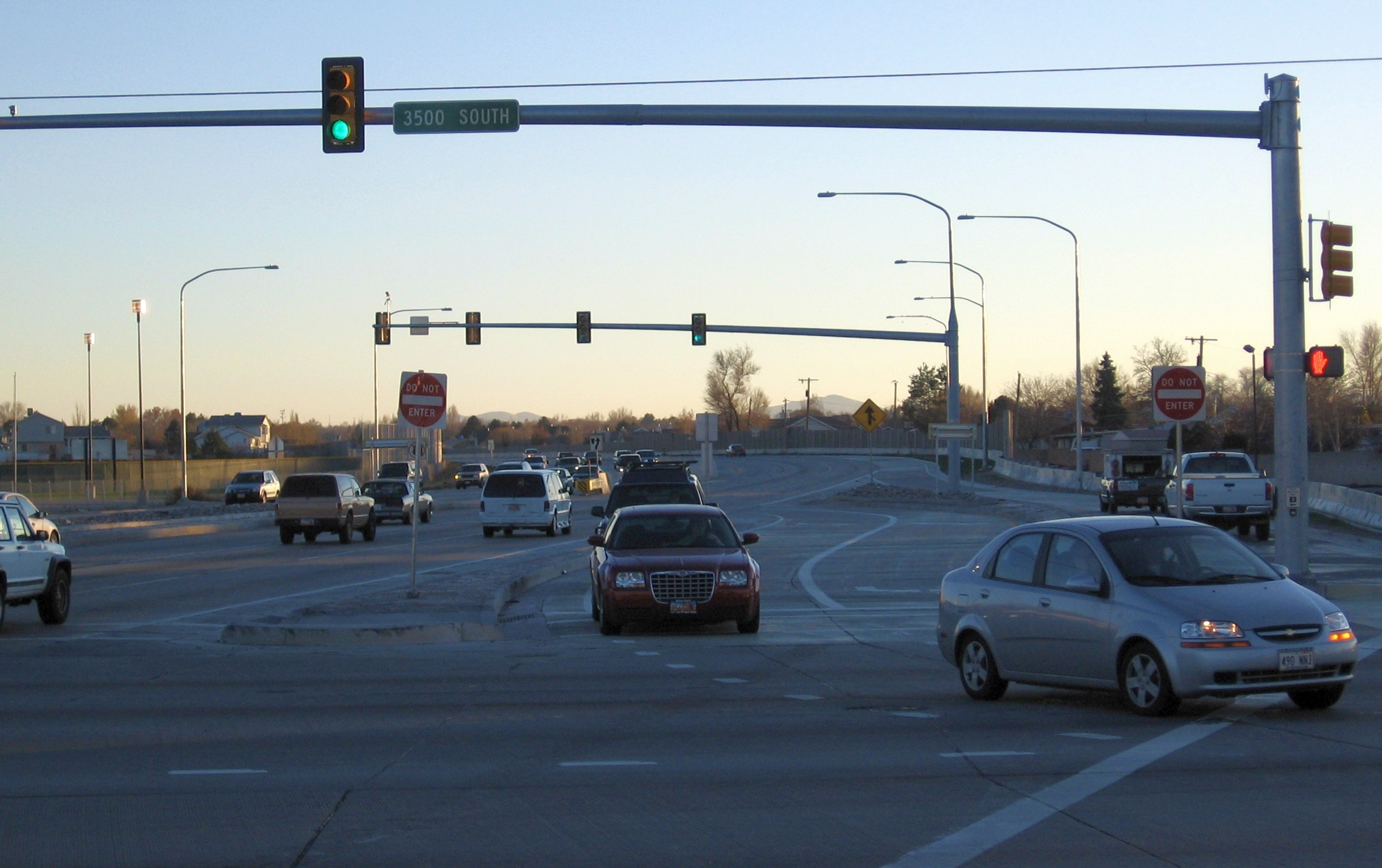
Kreuzung mit kontinuierlichem Verkehrsfluss in West Valley City im US-Bundesstaat Utah zeigt die Anlage und den normalen Verkehrsfluss im Südwestteil der Kreuzung Bangerter Highway (Utah State Route 154) / West 3500 South.

Eine Kreuzung mit kontinuierlichem Verkehrsfluss (englisch Continuous Flow intersection, kurz CFI), auch gegenüber / vor-verlagerte Linksabbieger (englisch crossover displaced left-turn kurz XDL und DLT) ist eine ebenerdige Kreuzung, die abbiegende Fahrzeuge aus dem Konfliktpunkt des Verkehrsknotens verlagert und damit Ampelphasen einspart. Dabei werden Linksabbieger zwischen 80 und 150 Meter vor der Kreuzung auf eine Parallelstrecke geleitet, um gleichzeitig mit den Linkseinbiegern abzubiegen.

## Geschichte
In den Vereinigten Staaten sind seit den 1950er Jahren verschiedene Varianten an verschiedenen Orten gebaut worden, wie beispielsweise an der „Telegraph Road“, einem Abschnitt des U.S. Highway 24 in Detroit, Michigan bei 42° 22′ 17″ N, 83° 16′ 32″ W. An der Kreuzung zur „Plymouth Road“ sind die beiden Linksabbieger der „Telegraph Road“ über je ein im 40- bis 45°-Winkel verlaufendes Straßenstück verbunden. Die beiden Linksabbieger der „Plymouth Road“ sind über Michigan Left geführt.
1987 hatte Francisco Mier in Mexiko die Variante mit parallel verlaufenden Fahrbahnen angemeldet, der 1991 das US-Patent 5049000 zugeteilt wurde. In den USA wurden in den 1990er Jahren mehr als 40 Straßenkreuzungen auf dieses Verfahren umgebaut. Um die Rechte für die Verwendung des Entwurfs zu erhalten, mussten die Agenturen mit den Patentgebühren in Vorleistung treten. Der Patentschutz ist in den Vereinigten Staaten 2003 aufgrund nicht bezahlter Patentgebühren abgelaufen.

## Funktionsweise
Der Unterschied zu anderen Verkehrsknoten ist eine zwischen 80 und 150 m lange Parallelstrecke. Unter bereits gebauten Verkehrsknoten dominieren Längen von 120 m. Die Kapazitätssteigerung wird erreicht, indem die links einbiegenden Fahrzeuge gemeinsam mit den links abbiegenden Fahrzeugen die Hauptrichtung queren. Da sie untereinander ebenfalls im Konflikt stehen, wird die Parallelstrecke benötigt. Da die beiden Linksabbieger die Hauptrichtung gemeinsamen queren, muss diese nun nur einmal gestoppt werden. Es bleibt mehr Zeit für die beiden Richtungen innerhalb der Umlaufzeit der Ampel. Um innerhalb des Knotens eine grüne Welle zu halten, ist die Fahrzeit in der Parallelstrecke berücksichtigt. In der Praxis bekommen die vorverlegten Linksabbieger um diese Fahrzeit später ihr Grünsignal, um auf die Parallelstrecke zu wechseln. Es entsteht ein weiteres Zeitfenster, da durchfahrende Fahrzeuge weniger Zeit als anfahrende Fahrzeuge benötigen, um die Parallelstrecke zu passieren. Dadurch kann in einigen Fällen auf die Gegenrichtung der Parallelfahrbahn verzichtet werden. Zu sehen ist dies auf dem Bangerter Highway in West Valley City, Utah bei 40° 40′ 56″ N, 111° 58′ 54″ W. In diesem Fall ist das Rechtsabbiegen nur unter Signal erlaubt, da die Linksabbieger an unerwarteter Stelle in Konflikt kommen. Bei richtiger Auslegung des Verkehrsknotens entspricht die Länge der Parallelstrecke der Wegstrecke zur Fahrzeit der dafür bestimmten Ampelphase. Dieser Bereich für Linksabbieger wird zweimal benötigt. Einmal zum Sammeln auf dem vorverlegten Linksabbiegerstreifen und einmal zur Durchfahrt auf der Parallelstrecke. Der gegenüberliegende Vorsortierbereich für Rechtsabbieger hat um diese Phase verschoben Rot, da nun die vorverlegten Linksabbieger parallel zum Durchgangsverkehr konfliktfrei abbiegen. Der Durchgangsverkehr fließt in diesem Moment wieder. Mit diesen Rechtsabbiegern fahren die Linksabbieger wie bei einem herkömmlichen Knoten auf dieselbe Fahrbahn. Hat der Knoten keine Fußgängerquerungen, können sich die Rechtsabbieger nachrangig über einen kürzer ausfallenden Beschleunigungsstreifen selbst einreihen oder, wenn genügend Fahrspuren zur Verfügung stehen, auf diese geleitet werden. Bei einer Fahrspur kann der Straßenverlauf die Linksabbieger an dieser unerwarteten Stelle als solche erkennbar machen, wenn die Rechtsabbieger über einen Ausfahrkeil geführt werden. Sie finden nun einen besser überschaubaren Verkehr auf dieser Fahrbahn vor, in die sie einbiegen und erkennen deren Vorrang. Dies wurde bei der Konstruktion der Springboro Road im Miami Township von Clermont County in Ohio bei 39° 35′ 48″ N, 84° 13′ 45″ W angewandt. Im Bereich der Parallelstrecken sind für den Durchgangsverkehr und die Linksabbieger innerhalb des Knotens grüne Wellen geschaltet. Auf diese Weise muss nur vor dem Knoten angehalten werden. Die Bereiche innerhalb der Parallelstrecken sind unter Lichtsignal, um bei Rückstau oder langsamen Fahrzeugen geschützte Kreuzungen zu haben. Wegen der nun längeren Grünzeiten ist eine Einbindung in eine grüne Welle zu anderen Knoten besser möglich, und der Verkehrsknoten selbst hat eine höhere Kapazität. Alle Fahrzeuge halten im normalen Betrieb nur höchstens einmal und fahren keine Umwege.
Um die Zahl der untereinander konfliktfrei in Gruppen zu schaltenden Verkehrsrichtungen auf zwei zu begrenzen, sodass die Ampel nur zwei Richtungen bedienen muss, benötigt ein dreiarmiger Verkehrsknoten aus einer Richtung vorverlegte Linksabbieger, ein vierarmiger Knoten die Vorverlegung aller vier Linksabbieger. Es existieren vierarmige Knoten, die nur zwei gegenüberliegende vorverlegte Linksabbieger haben und drei statt vier zu schaltende Verkehrsrichtungen. Deren Leistung ist vergleichbar mit den in Deutschland vorkommenden teilplangleichen Verkehrsknoten.
Bei Continuous-flow werden die Linksabbieger vorverlegt, um sie aus dem Konflikt zu nehmen; bei Michigan Left und Superstreet werden sie aus demselben Grund nach hinten verlegt.

## Leistung
Die Entwicklungsabteilung der Federal Highway Administration ermittelte bei einer CFI gegenüber einem herkömmlichen Verkehrsknoten:
| Bauart des Verkehrsknotens                | herkömmlich | kontinuierlich (CFI) |
| ----------------------------------------- | ----------- | -------------------- |
| Fahrzeuge / Stunde                        | 10.000      | 14.000               |
| Durchschnittliche Wartezeit je Fahrzeug   | 234,2 s     | 35,2 s               |
| Durchschnittliche Fahrstrecke im Rückstau | 181,2 m     | 21,7 m               |

## Kreuzung mit parallelem Verkehrsfluss (PFI)
Ein der CFI ähnlicher Verkehrsknotentyp ist die Kreuzung mit parallelem Verkehrsfluss (Parallel-flow Intersection – PFI). Dabei werden im Unterschied zur CFI die Linksabbieger nicht vorverlegt, sondern biegen vor der kreuzenden Straße parallel zu dieser ab. Der Unterschied ist die Position der Parallelfahrbahn. Die PFI wurde 2004 angemeldet und ist im Jahre 2006 patentiert. Gebaut wurde eine PFI zwischen der NJ-SR-168 und US-130 in Camden (New Jersey) bei Oaklyn (New Jersey), 39° 54′ 15″ N, 75° 5′ 45″ W.

## CFIs an Anschlussstellen

Raute mit CFI

Im Jahr 2014 wurden in San Marcos (Texas) für 4,7 Mio. USD zwei vorhandene Autobahnanschlussstellen vom TUDI mit Texas U-Turn zum CFI umgebaut, wobei die vorhandenen Wenderampen für die Linksabbieger mitbenutzt wurden. Am Texas State Highway Loop 82 (Aquarena Springs Drive) wurde nur ein Arm zur Südrichtung der Frontage Road der Interstate 35 umgebaut.(29° 53′ 35″ N, 97° 54′ 48″ W). Am Texas State Highway 80 (Hopkins Street) wurde ein zweiarmiger CFI gebaut.(29° 52′ 58″ N, 97° 55′ 19″ W).

## Anschlussstelle mit Überleitungen (DDI)
Für einen dem CFI ähnlichen Anwendungsfall an Autobahnanschlussstellen kann ein kontinuierlicher Verkehrsfluss durch permanente gegenseitige Überleitungen beider Fahrbahnen des Zubringers auf die andere Seite von geteilten Fahrbahnen auf Höhe der Überwerfung erreicht werden. An üblichen Vollanschlussstellen mit zwei Kreuzungen vor und hinter der Autobahn (Diamond Interchange) werden dabei die Kreuzungen umgebaut, sodass ein Seitenwechsel erfolgt. Effektiv wird bei normalem Rechtsverkehr nach der ersten Kreuzung mit Rechtsabbiegern eine Überleitung zum Linksverkehr gemacht, in dem vor der zweiten Kreuzung die Linksabbieger konfliktfrei abfahren können, und der restliche Verkehr wird wieder in den Rechtsverkehr zurückgeleitet. Auch vorhandene Vollanschlussstellen können ohne größeren Aufwand so umgebaut werden. Dieser Knotentyp wurde erstmals in den 1970er Jahren in Frankreich gebaut und ab 2009 in übersichtlicherer Form in Missouri, worauf in den USA dutzendfach vorhandene Anschlussstellen umgebaut wurden, sowie die Emirate und Dänemark das Verfahren übernahmen. In den USA wurden einige Kleeblätter ohne herausgeführte Verflechtungsfahrbahnen zum DDI umgebaut.

## Bestehende Straßenkreuzungen dieses Typs

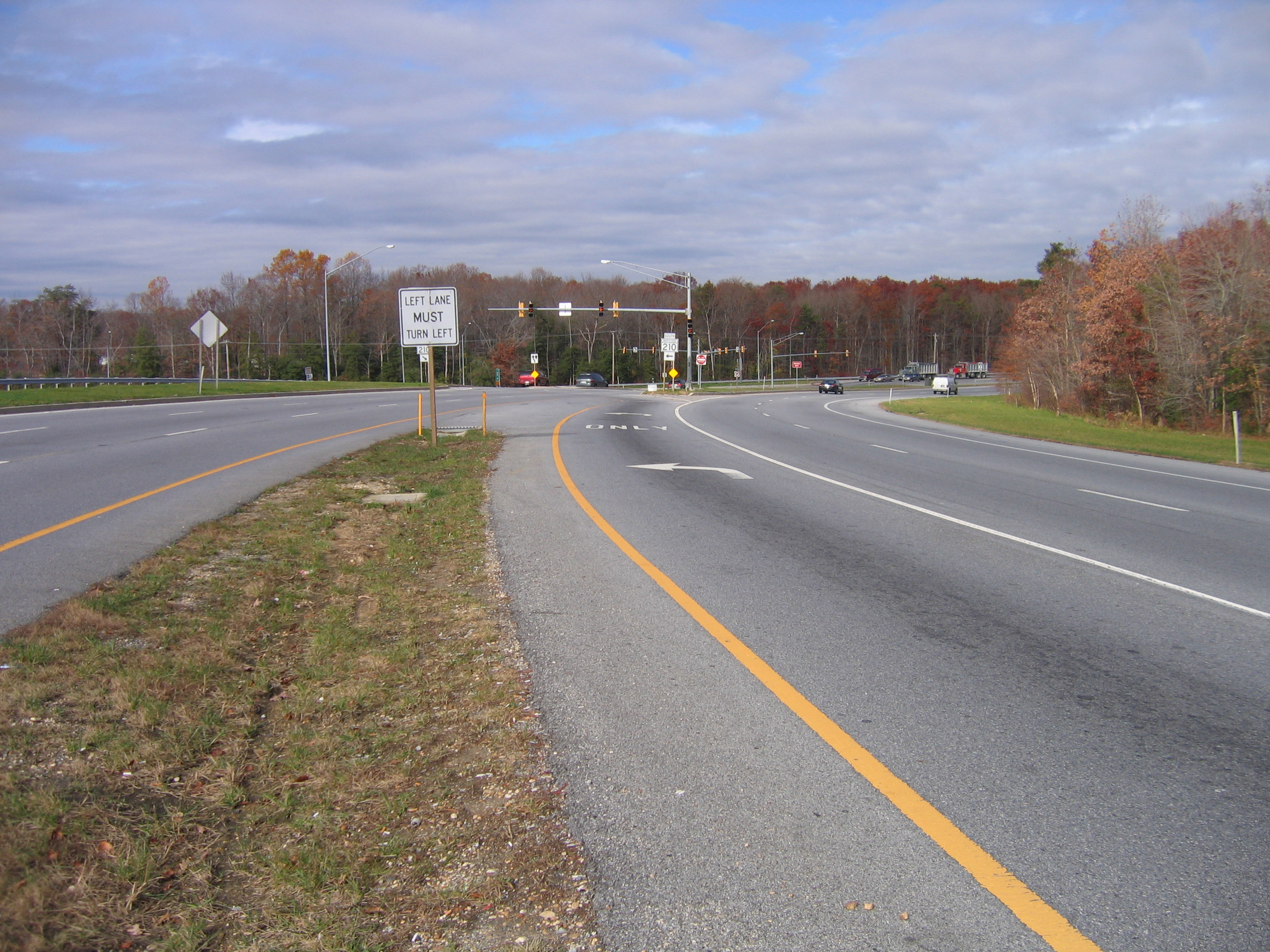
Continuous flow intersection zwischen der MD-SR-210 und MD-SR-228 in Accokeek hat neben der CFI auch die Vorzüge der Seagull Intersection (Continuous Green T (CGT)).

### USA
1. 39° 53′ 39″ N, 75° 5′ 29″ W in Haddon Township und Audubon Park (New Jersey), NJ-SR-168 und Nicholson Road, ist eine Mischform aus CFI mit Jughandle.
2. 40° 49′ 35″ N, 72° 52′ 52″ W Shirley (New York), eröffnet 1996, vor dem Dowling College.[10]
3. 38° 39′ 51″ N, 77° 1′ 1″ W Accokeek (Maryland), eröffnet 2000, an der Verzweigung der MD-SR-210 und MD-SR-228.[10]
4. 30° 23′ 56″ N, 91° 3′ 15″ W Baton Rouge, (Louisiana), eröffnet im März 2006, auf der Kreuzung des Airline Highway und des Louisiana Highway 3246 (Siegen Lane).[11]
5. West Valley City, (Utah), eröffnet im September 2007,[12] am Bangerter Highway (UT-SR-154) und der 5400-Süd (UT-SR-173) 40° 39′ 11″ N, 111° 58′ 53″ W, 4700-Süd 40° 40′ 3″ N, 111° 58′ 54″ W, 4100-Süd 40° 40′ 56″ N, 111° 58′ 54″ W und 3500-Süd (UT-SR-171) 40° 41′ 48″ N, 111° 58′ 51″ W[13]
6. 38° 30′ 15″ N, 90° 27′ 25″ W Fenton (Missouri), eröffnet im Oktober 2007[14] auf der Kreuzung der MO-SR-30 zum Summit Drive und Gravois Bluffs Boulevard.[15]
7. 39° 35′ 48″ N, 84° 13′ 45″ W Miami Township (Clermont County, Ohio), erbaut im Frühjahr 2009, auf der Kreuzung der Miamisburg-Springboro Road (OH-SR-741) und Austin Pike.[16]
8. 40° 38′ 19″ N, 111° 58′ 36″ W 6200 Süd (Bennion Boulevard) und 40° 37′ 26″ N, 111° 58′ 35″ W 7000 Süd – Salt Lake County, angekündigt im Oktober 2009 vom UDoT als Teil der Pläne über fünf weitere Umbauten dieses Typs auf dem Bangerter Highway (UT-SR-154) und der Redwood Road (UT-SR-68) in Taylorsville 40° 39′ 11″ N, 111° 56′ 20″ W. Seit 11. März 2011 sind vier davon in Betrieb.[17]
9. 31° 31′ 43″ N, 91° 23′ 21″ W Natchez (Mississippi), eröffnet im Januar 2010 auf der Kreuzung der US-61 und dem Junkin Drive, entworfen von ABMB Engineers und gebaut vom MDOT
10. 30° 11′ 37″ N, 92° 3′ 31″ W seit Januar 2010 in Lafayette (Louisiana) auf der Kreuzung der Johnston Street (US-167) und dem Camellia Boulevard mit einer Kosteneinschätzung über 3,5 Millionen US-Dollar.
11. 40° 24′ 27″ N, 105° 3′ 32″ W Loveland (Colorado), Baubeginn im Juni 2010 auf der Kreuzung des Eisenhower Boulevard (US-34) und der Madison Avenue, Baukostenschätzung 4 Millionen US-Dollar[18]
12. 40° 16′ 30″ N, 111° 42′ 48″ W Orem (Utah), eröffnet am 22. Mai 2012 auf der I-15 CORE, das Project beinhaltet die Neugestaltung des University Parkways (UT-SR-265) und der Sandhill Road.[19][20]

### Mexiko
- 25° 39′ 43″ N, 100° 15′ 31″ W Chapultepec/Puesta del Sol/Av Eloy Cavazos, Guadalupe, Nuevo León, Mexiko

- 31° 42′ 13″ N, 106° 24′ 7″ W Manuel Gómez Morin Bermúdez / De La Industria, Bermúdez, Juárez, Chihuahua, Mexiko

- 25° 25′ 39″ N, 100° 58′ 11″ W Paseo de la Reforma / Periférico und Luis Echeverría, Saltillo, Coahuila, Mexiko

### Vereinigtes Königreich
- 51° 36′ 4″ N, 1° 46′ 53″ W Auf der A4311 von der Cricklade Road auf den Thamesdown Drive in Swindon, fertiggestellt 2003.[21]

### Deutschland
- 53° 35′ 25″ N, 9° 58′ 59″ O Am Eppendorfer Park in Hamburg ist zwischen der Breitenfelder Straße (Bundesstraße 5) und der Tarpenbekstraße (Bundesstraße 433) eine 120 m lange Parallelstrecke um die Kreuzung der Straßen gebaut.